# Ігри нескорених 2018
Ігри нескорених 2018  — параспортивна подія для поранених військовослужбовців та ветеранів, що проходила у Сіднеї, Новий Південний Уельс, Австралія. Четверті Ігри нескорених включали змагання з одинадцяти видів спорту. Це перші Ігри нескорених, які пройшли у Південній півкулі.

## Ігри

### Країни-учасниці
Участь у Іграх нескорених беруть всі 17 країн, які брали участь у Іграх нескорених 2017, також до учасників долучилась команда Польщі.
- Афганістан (8)
- Австралія (72)
- Канада (39)
- Данія (25)
- Естонія (15)
- Франція (24)
- Грузія (15)
- Німеччина (19)
- Ірак (6)
- Італія (17)
- Йорданія (17)
- Нідерланди (23)
- Нова Зеландія (24)
- Польща (15)
- Румунія (15)
- Україна (15)
- Велика Британія (72)
- США (70)

### Види спорту
- Стрільба з лука
- Легка атлетика
- Гольф
- Веслування у закритих приміщення
- Пауерліфтинг
- Велоспорт
- Волейбол
- Хокей
- Плавання
- Баскетбол
- Регбі

## Медалі таблиця
Першу медаль завоював українець Денис Фіщук. Золоту медаль у вправі на веслувальних тренажерах здобув Сергій Ільницький. Загалом українці вибороли 20 медалей, серед яких 7 золотих, 10 срібних та 3 бронзові.